# Mandalamekar (Cimenyan)
Mandalamekar is een bestuurslaag in het regentschap Bandung van de provincie West-Java, Indonesië. Mandalamekar telt 6223 inwoners (volkstelling 2010).